# خوزه ایه‌رو
 خوزه ایه‌رو (انگلیسی: José Hierro؛ ۳ آوریل ۱۹۲۲ – ۲۱ دسامبر ۲۰۰۲) یک شاعر اهل اسپانیا بود.
وی همچنین برنده جوایزی همچون جایزه سروانتس شده است.